# Ximeno Sanchez
Ximeno Sánchez (Astúrias, Espanha, 1140 - ?) foi um nobre e cavaleiro medieval, cristão, que viveu em 1140 no reino das Astúrias.

## Biografia
Foi o sexto neto de D. Aloito ou D. Afonso de Braga e de sua mulher D. Marquesa. Foi um dos principais fidalgos das Astúrias nas primeiras décadas do Século XI. Foi casado com D. Aragonta, nascida no ano de 1145. 
Descendentes deste D. Ximeno Foram a pedido real povoar a cidade de Ávila, de que tomaram o nome e o perpetuaram em Espanha em Portugal dando origem a uma linhagem que perdura nos dias de hoje. 
Foi pai de Vasco Ximeno ou Blasco Ximeno, nascido em 1170 e casado com D. Árias Galinda ou Olaia Garcez. 